# 石湫駅
石湫駅（せきしゅうえき）は、南京市溧水区石湫街道影視大道にある、南京地下鉄S9号線の駅である。

## 歴史
- 2017年12月30日S9号線の駅として開業。

## 駅構造
|              | ●S9号線        | 島式ホーム、右側の扉が開く                                                           |  |
| 地上2階      |                | 南京地下鉄S9号線 翔宇路南 行き（銅山・翔宇路南 方面）                                |  |
|              |                | 南京地下鉄S9号線 高淳 行き（明覚駅・団結圩 方面）                                    |  |
|              | ●S9号線        | \| 島式ホーム、 \| 右側の扉が開く \|                                                 |  |
| 地面         | 出入口         | 改札口、自動券売機、サービスセンター、駅商店、フライト情報板、駅警備室、セキュリティ |  |
| 島式ホーム、 | 右側の扉が開く |                                                                                      |  |

### のりば
| 番線 | 路線             | 方面                | 行先          |
| ---- | ---------------- | ------------------- | ------------- |
|      | 南京地下鉄S9号線 | 銅山・翔宇路南 方面 | 翔宇路南 行き |
|      | 南京地下鉄S9号線 | 明覚駅・団結圩 方面 | 高淳 行き     |

### 改札・出入口
- 1号出入口:影視大道
- 2号出入口:新河南路

## 駅周辺
- 石湫鎮人民政府
- 南京工業大学浦江学院

## 隣の駅
南京地下鉄
■S9号線
銅山駅- 石湫駅- 明覚駅